# Ахмедов, Ахмед Ихтибарович
Ахмед Ихтибарович Ахмедов (4 ноября 2003) — российский спортсмен, специализируется по карате кумите и WKF, чемпион Европы и России. Мастер спорта России международного класса.

## Спортивная карьера
Является воспитанником саратовской СШОР по единоборствам имени С. Р. Ахмерова, занимается под руководством своего отца Ихтибара Ахмедова и Леонида Кима. В феврале 2020 года в Будапеште завоевал бронзовую медаль Первенства Европы среди юниоров. В конце августа 2021 года в Новосибирске стал серебряным призёром чемпионата России, в финале он проиграл Юрику Оганнисяну из Новосибирской области. В конце января 2022 года в испанской Памплоне он выиграл бронзовую медаль Мировой серии. 29 июня 2022 года ему было присвоено звание мастер спорта России. В середине сентября 2022 года в Казани стал обладателем бронзовой медали чемпионата России. 29 июня 2023 года ему было присвоено звание мастер спорта России международного класса. В середине августа 2023 года в Орле, победив в финале Даниила Данилова из Татарстана, стал чемпионом России. В середине ноября 2023 года в Москве Ахмедов победил на Международных соревнованиях «Москва-Вселенная каратэ». В середине июня 2024 года принимал участие на играх БРИКС в Казани, где занял 5 место. В конце августа 2024 года на чемпионате России в Москве стал бронзовым призёром. В октябре 2024 года в итальянской Венеции, уступив в финале Аделю Омара из Египта, стал серебряным призером Первенства мира среди юниоров до 21 года. 10 мая 2025 года в Ереване, победив в финале Оргеса Арифи из Албании, стал чемпионом Европы.

## Достижения
- Первенство Европы по карате среди юниоров 2020 — ;
- Чемпионат России по карате 2021 — ;
- Чемпионат России по карате 2022 — ;
- Чемпионат России по карате 2023 — ;
- Чемпионат России по карате 2024 — ;
- Чемпионат Европы по карате 2025 — ;